# Raluca Prună
Raluca Prună, née le 24 septembre 1969 à Bucarest, est une femme politique roumaine.
Entre le 17 novembre 2015 et le 4 janvier 2017, elle est ministre de la Justice au sein du gouvernement Cioloș.

## Biographie
Diplômée en droit, en philosophie et en science politique, Raluca Prună est avocate au barreau de Bucarest, coordonnatrice de programme pour le secteur de la Justice et des Affaires interne au sein de la délégation de la Commission européenne à Bucarest et juriste linguiste du service juridique du Conseil de l'Union européenne.
Elle est membre fondatrice de Transparency International Roumanie et de l'association Société pour la justice.